# Jaakna
Jaakna is een plaats in de Estlandse gemeente Lääne-Nigula, provincie Läänemaa. De plaats heeft de status van dorp (Estisch: küla).
Tot in oktober 2013 viel Jaakna onder de gemeente Risti. In die maand werd Risti bij de fusiegemeente Lääne-Nigula gevoegd.

## Bevolking
Het dorp had 25 inwoners op 31 december 2011 en 22 inwoners op 31 december 2021.